# 根軌跡圖

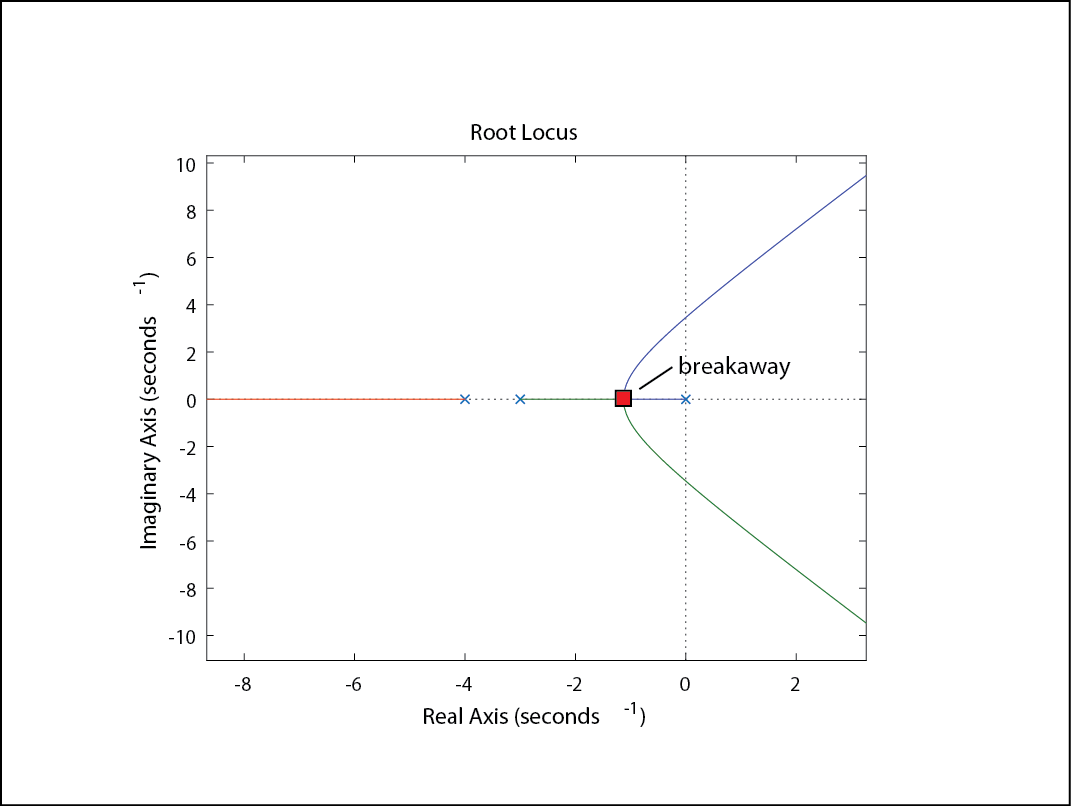
一個根軌跡圖，部份的極點在右半平面，表示當時的系統會不穩定

根軌跡圖（root locus）是控制理論及穩定性理論中，繪圖分析的方式，可以看到在特定參數（一般會是回授系統的环路增益）變化時，系統極點的變化。根軌跡圖是由Walter R. Evans所發展的技巧，是經典控制理論中的稳定性判据，可以判斷線性非時變系統是否穩定。
根軌跡圖是在複數s-平面中，系統閉迴路傳遞函數的极点隨著增益參數的變化（參照極零點圖）。

## 用途

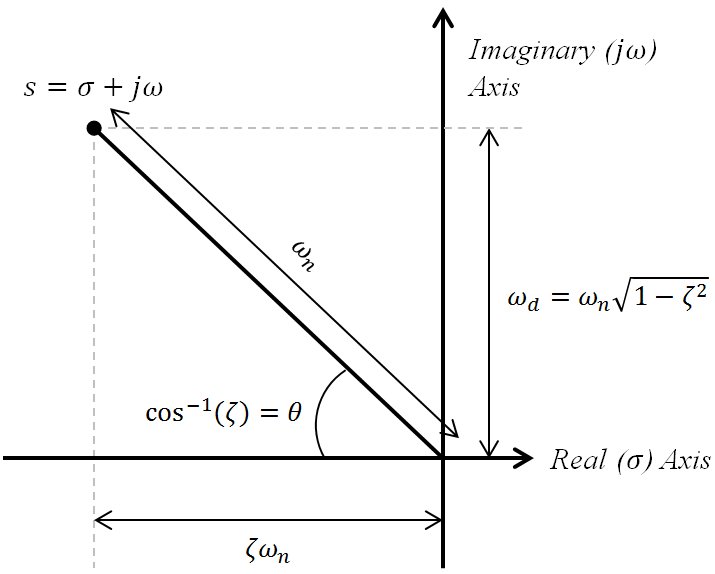
極點位置及二階系統中自然頻率及阻尼比的關係

除了確認系統的穩定性外，根軌跡圖也可以用來設計回授系統的阻尼比（ζ）及自然頻率（ωn）。定阻尼比的線是從原點往外延伸的線，而固定自然頻率的線是圓心在原點的圓弧。在根軌跡圖上選擇有想要的阻尼比及自然頻率的點，可以計算增益K並且實現其控制器。在許多教材科書上有利用根軌跡圖設計控制器的精細技巧，例如超前-滞后补偿器、PI、PD及PID控制器都可以用此技巧來近似設計。
以上使用阻尼比及自然頻率的定義，前提是假設整個回授系統可以用二階系統來近似，也就是說系統有一對主要的複數極點，不過多半的情形都不是如此，因此在實做時仍需要針對系統再進行模擬，確認符合需求。

## 定義
回授系統的根軌跡圖是用繪圖的方式在複數s-平面上畫出在系統參數變化時，回授系統閉迴路極點的可能位置。這些點是根軌跡圖中滿足角度條件（angle condition）的點。根軌跡圖中特定點的參數數值可以用量值條件（magnitude condition）來計算。
假設有個回授系統，輸入信號{\displaystyle X(s)}、輸出信號{\displaystyle Y(s)}。其順向路徑传递函数為{\displaystyle G(s)}，回授路徑传递函数為{\displaystyle H(s)}。
此系統的閉迴路傳遞函數為
{\displaystyle T(s)={\frac {Y(s)}{X(s)}}={\frac {G(s)}{1+G(s)H(s)}}}
因此，閉迴路傳遞函數的極點為特徵方程式{\displaystyle 1+G(s)H(s)=0}的根，方程式的根可以令{\displaystyle G(s)H(s)=-1}來求得。
若是一個沒有純粹延遲的系統，{\displaystyle G(s)H(s)}的乘積為有理的多項式函數，可以表示為
{\displaystyle G(s)H(s)=K{\frac {(s+z_{1})(s+z_{2})\cdots (s+z_{m})}{(s+p_{1})(s+p_{2})\cdots (s+p_{n})}}}
其中{\displaystyle -z_{i}}為{\displaystyle m}個零點，{\displaystyle -p_{i}}為{\displaystyle n}個極點，而{\displaystyle K}為增益。一般而言，root locus diagram會標示在不同參數{\displaystyle K}時，傳遞函數極點的位置。而root locus plot就會畫出針對任意{\displaystyle K}值下，使{\displaystyle G(s)H(s)=-1}的極點 ，但無法看出{\displaystyle K}值變化時，極點移動的趨勢。
因為只有{\displaystyle K}的係數以及簡單的單項，此有理多項式的值可以用向量的技巧來計算，也就是將量值相乘或是相除，角度相加或是相減。向量公式的由來是因為有理多項式{\displaystyle G(s)H(s)}的每一個因式{\displaystyle (s-a)}就表示一個s-平面下由{\displaystyle a}到{\displaystyle s}的向量，因此可以透過計算每一個向量的量值及角度來計算多項式。
根據矩陣數學，有理多項式的相角等於所有分子項的角度和，減去所有分母項的角度和。因此若要測試s-平面上的一點是否在根軌跡圖上，只要看開迴路的零點及極點即可，這稱為角度條件。 
有理多項式的量值也是所有分子項的量值乘積，再除以所有分母項量值的乘積。若只是要確認一個s-平面上的點是否在根軌跡圖上，不需要計算有理多項式的量值，因為{\displaystyle K}值會變，而且可以是任意的整數。針對根軌跡圖上的每一點，都可以計算其對應的{\displaystyle K}值，此即為量值條件。
以前繪製根軌跡圖會使用名叫Spirule的特殊量角器，可以用來確認角度並且繪製根軌跡圖
根軌跡圖只能提供在增益{\displaystyle K}變化時閉迴路極點的位置資訊。{\displaystyle K}的數值不影響零點的位置，閉迴路零點和開迴路的零點相同。

### 角度條件
複數s平面上的點{\displaystyle s}若滿足下式，即符合角度條件（angle condition）
{\displaystyle \angle (G(s)H(s))=\pi +2k\pi }
其中{\displaystyle k}為整數。
也就是說 
{\displaystyle \sum _{i=1}^{m}\angle (s+z_{i})-\sum _{i=1}^{n}\angle (s+p_{i})=\pi +2k\pi }
開迴路零點到{\displaystyle s}點角度的和，減去開迴路極點到{\displaystyle s}點角度的和，除{\displaystyle 2\pi }後的餘數需等於{\displaystyle \pi }。

### 量值條件
在根軌跡圖上的特定點{\displaystyle s}，數值{\displaystyle K}若使下式成立，就符合量值條件（magnitude condition）
{\displaystyle |G(s)H(s)|=1}
也就是說 
{\displaystyle K{\frac {|s+z_{1}||s+z_{2}|\cdots |s+z_{m}|}{|s+p_{1}||s+p_{2}|\cdots |s+p_{n}|}}=1}.

## 繪製根軌跡圖

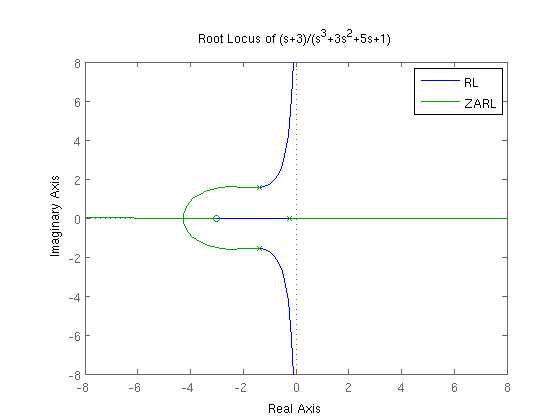

利用一些基本的技巧，可以用根軌跡法繪製Ｋ值變化時極點的軌跡。根軌跡圖可以看出回授系統在不同 {\displaystyle K} 下的穩定性以及動態特性。其規則如下：
- 標示開迴路的極點及零點
- 將實軸上，在奇數個極點及零點左邊的線段標示下來（例如一個、三個極點及零點）。
- 找渐近线

令P為極點的個數，Z為零點的個數，兩者相減即為渐近线的數量：
{\displaystyle P-Z={\text{number of asymptotes}}\,}
漸近線和實軸的交點在{\displaystyle \alpha }（稱為形心），往外延伸的角度為{\displaystyle \phi }：
{\displaystyle \phi _{l}={\frac {180^{\circ }+(l-1)360^{\circ }}{P-Z}},l=1,2,\ldots ,P-Z}
{\displaystyle \alpha ={\frac {\sum _{P}-\sum _{Z}}{P-Z}}}
其中{\displaystyle \sum _{P}}為所有極點數值的和，{\displaystyle \sum _{Z}}為所有明確零點數值的和
- 根據測試點的相位條件判斷其往外延伸的角度
- 計算分離點（breakaway/break-in points）

根軌跡圖上的分離點（二條根軌跡圖上的軌跡相交的點）是滿足下式的根
{\displaystyle {\frac {dG(s)H(s)}{ds}}=0{\text{ or }}{\frac {d{\overline {GH}}(z)}{dz}}=0}
只要解開z，實根即為分離點，若是虛數，表示沒有分離點。

## 延伸閱讀
- Ash, R. H.; Ash, G. H., , IEEE Trans. Automatic Control, October 1968, 13 (5), doi:10.1109/TAC.1968.1098980
- Williamson, S. E., , Control Magazine, May 1968, 12 (119): 404–407
- Williamson, S. E., , Control Magazine, June 1968, 12 (120): 556–559
- Williamson, S. E., , Control Magazine, July 1968, 12 (121): 645–647
- Williamson, S. E., , IEE Electronics Letters, May 15, 1969, 5 (10): 209–210, doi:10.1049/el:19690159
- Williamson, S. E.,  (PDF), Proc. IEE, July 1969, 116 (7): 1269–1271, doi:10.1049/piee.1969.0235

## 外部連結
- Wikibooks: Control Systems/Root Locus
- Carnegie Mellon / University of Michigan Tutorial
- Excellent examples. Start with example 5 and proceed backwards through 4 to 1. Also visit the main page
- The root-locus method: Drawing by hand techniques
- "RootLocs": A free multi-featured root-locus plotter for Mac and Windows platforms
- "Root Locus": A free root-locus plotter/analyzer for Windows
- Root Locus at ControlTheoryPro.com
- Root Locus Analysis of Control Systems
- MATLAB function for computing root locus of a SISO open-loop model
- Wechsler, E. R.,  (PDF), NASA: 60–64, January–March 1983  [2017-06-02], TDA Progress Report 42-73, （原始内容 (PDF)存档于2016-12-24）
- Mathematica function for plotting the root locus （页面存档备份，存于）